# Hang Chổ
Hang Chổ là một trong 4 hang ở dãy núi Sáng ở xóm Hụi, xã Cao Sơn, huyện Lương Sơn, tỉnh Hòa Bình, Việt Nam .
Núi Sáng là núi đá vôi, và các hang đều là dạng karst. Ngoài hang Chổ thì 3 hang khác là hang Núi Sáng, động Mãn Nguyện và hang Khụ Thượng ở núi Sáng, lập thành cụm 4 di tích, gồm hai di tích danh lam và hai di tích khảo cổ cấp quốc gia .

## Vị trí
Hang Chổ cách thành phố Hòa Bình 42 km về hướng Đông Bắc.
Đi từ Hà Nội theo quốc lộ 6 chừng 40 km, đến ngã ba Bãi Lạng 20°52′22″B 105°30′14″Đ / 20,872681°B 105,503975°Đ thì rẽ vào đường Trường Sơn đi 4 km. Sau đó đi đường nông thôn vùng núi dọc theo suối Văn cỡ 3 km đến xóm Hụi .

## Khảo cổ
Hang Chổ đã được khai quật và nghiên cứu nhiều lần, thu được hàng chục nghìn mẫu vật như: Xương động vật, các công cụ đá, công cụ chặt, công cụ hình dĩa, công cụ hình hạnh nhân và một số mảnh tước các loại.
Kết quả nghiên cứu của các nhà khoa học trong các lần khai quật, thám sát đã khẳng định: Di tích hang Chổ là nơi cư trú lâu dài của cư dân tiền sử Hòa Bình. Đó là xưởng chế tác công cụ có niên đại cỡ trên dưới 10.000 năm trước đây .